# Super Mario Bros. (film)
Super Mario Bros. är en amerikansk/brittisk film som hade biopremiär i USA den 28 maj 1993. Regisserad av Annabel Jankel och Rocky Morton. Filmen är löst baserad på TV-spelet Super Mario Bros.

## Handling
Rörmokarna och bröderna Mario (Bob Hoskins) och Luigi (John Leguizamo) upptäcker den onda ödlan Kung Koopa (Dennis Hopper) som har planer på att ta över jorden och utrota människorna. Nu måste de rädda den vackra prinsessan Daisy (Samantha Mathis), som Koopa kidnappat, för hon är den enda som kan rädda världen. De hamnar i ett parallellt universum där dinosaurierna fortsatte utvecklas.

## Rollista (i urval)
- Bob Hoskins - Mario
- John Leguizamo - Luigi
- Samantha Mathis - Daisy
- Dennis Hopper - Kung Koopa
- Fiona Shaw - Lena
- Fisher Stevens - Iggy
- Richard Edson - Spike
- Gianni Russo - Anthony Scapelli
- Francesca Roberts - Big Bertha
- Mojo Nixon - Toad
- Lance Henriksen - Kung

## Om filmen
Filmen har ratats i många recensioner för att vara "billig" och ändra så mycket i handlingen samt rollfigurernas utseenden. Marios skådespelare Bob Hoskins har officiellt gått ut med att hans medverkan i filmen är det han ångrar mest i sin karriär.

## Filmmusik
Filmmusiken innehåller bland annat låten Almost Unreal, som framfördes av Roxette.